# بهر (شبانكارة)
بهر (بالفارسية: بهر) هي قرية تقع في إيران في قسم شبانكارة الريفي. يقدر عدد سكانها بـ 430 نسمة بحسب إحصاء 2016.